# Оаш
Оаш (рум. Oaș) — село у повіті Клуж в Румунії. Входить до складу комуни Фрата.
Село розташоване на відстані 296 км на північний захід від Бухареста, 38 км на схід від Клуж-Напоки.

## Населення
За даними перепису населення 2002 року у селі проживала 121 особа.
Національний склад населення села:
| Національність | Кількість осіб | Відсоток |
| -------------- | -------------- | -------- |
| румуни         | 114            | 94,2%    |
| угорці         | 7              | 5,8%     |

Рідною мовою назвали:
| Мова      | Кількість осіб | Відсоток |
| --------- | -------------- | -------- |
| румунська | 114            | 94,2%    |
| угорська  | 7              | 5,8%     |